# 阿尔日斯
阿尔日斯(法语：Argis)，是法国东部安省的一个市镇。面积 7.84平方公里，人口390，人口密度49.74人／平方公里（1999年）。

## 人口
阿尔日斯人口变化图示
| 数据来源：INSEE |